# Сургани
Сурга́ни —  село в Україні, у Приютівській селищній громаді Олександрійського району Кіровоградської області. Населення становить 133 осіб.

## Населення
Згідно з переписом УРСР 1989 року чисельність наявного населення села становила 164 особи, з яких 80 чоловіків та 84 жінки.
За переписом населення України 2001 року в селі мешкали 134 особи.

### Мова
Розподіл населення за рідною мовою за даними перепису 2001 року:
| Мова       | Відсоток |
| ---------- | -------- |
| українська | 93,98 %  |
| російська  | 6,02 %   |